# Osbourne Fleming

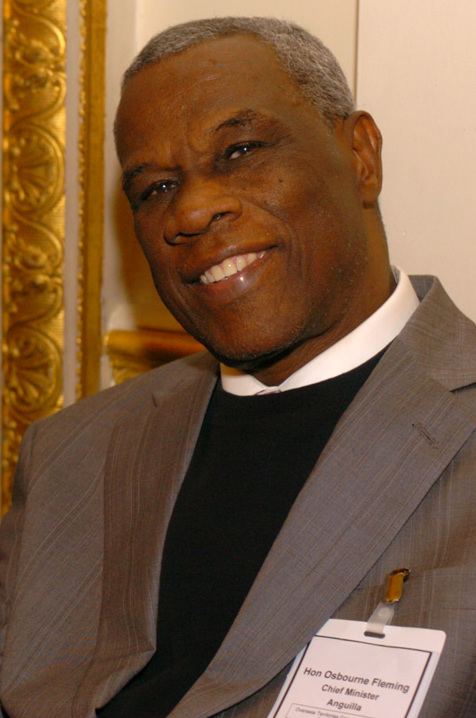
Osbourne Berlington Fleming

Osbourne Berlington Fleming (18 de febrero de 1940) fue el ministro jefe del territorio británico de ultramar de Anguila desde 2000 hasta 2010. Obtuvo este puesto desde el 6 de marzo de 2000, tres días después que el Frente Unido, una coalición conservadora que incluía el partido Alianza Nacional de Anguila de Fleming, ganara las elecciones parlamentarias, ganando al menos 4 de los 7 escaños.